# San Félix Almazán
San Félix Almazán är en ort i Mexiko.   Den ligger i kommunen Atlixco och delstaten Puebla, i den sydöstra delen av landet, 100 km sydost om huvudstaden Mexico City. San Félix Almazán ligger 1 801 meter över havet och antalet invånare är 705.
Terrängen runt San Félix Almazán är kuperad åt nordost, men åt sydväst är den platt. Runt San Félix Almazán är det ganska tätbefolkat, med 222 invånare per kvadratkilometer. Närmaste större samhälle är Atlixco, 5,8 km nordväst om San Félix Almazán. Omgivningarna runt San Félix Almazán är en mosaik av jordbruksmark och naturlig växtlighet.